# کابوی (فیلم ۲۰۱۳)
«کابوی» (انگلیسی: Cowboy (2013 film)) فیلمی در ژانر اکشن است که در سال ۲۰۱۳ منتشر شد.